# Encore at Wynn Macau
Encore at Wynn Macau est un gratte-ciel de 206 mètres abritant un hôtel et un casino situé à Macao dans le complexe du Wynn Macao en Chine. 